# Chicago-Massaker
Chicago-Massaker – Der blutige Aufstieg des Al Capone (Originaltitel: The St. Valentine’s Day Massacre) ist ein US-amerikanischer Kriminalfilm aus dem Jahr 1967 über das Valentinstag-Massaker.

## Handlung
1929 wird die Unterwelt von Chicago von zwei Gangsterbossen regiert: Auf der einen Seite der italienischstämmige Al Capone von dem Chicago Outfit und auf der anderen der irischstämmige George „Bugs“ Moran von der North Side Gang. Es herrscht noch immer die Prohibition und beide Parteien kämpfen mit äußerster Brutalität erbittert um die Vorherrschaft über das Alkoholgeschäft der Stadt. Am 14. Februar 1929 kommt es zum Showdown, dem sogenannten „Valentinstag-Massaker“: Capones Auftragskiller täuschen in Polizeiuniformen eine Razzia vor. Dabei massakrieren sie in einer Garage sieben Angehörige von Morans Gang mit MP-Feuer. Capone hält sich während des Verbrechens in Florida auf.

## Hintergrund
Am 30. Juni 1967 wurde der von Corman Co. und Los Altos Productions produzierte Film in den Vereinigten Staaten veröffentlicht.
Im Jahr 2009 nannte die Filmzeitschrift Empire den Film nach einer Umfrage an 7. Stelle der „20 besten Gangster-Filme, die Sie (wahrscheinlich) nie gesehen haben“.